# 天保改革
天保改革（1841－1843年）是日本的德川幕府在第十二代將軍德川家慶在位時期，針對江戶時代晚期，動搖著德川幕府的封建統治的商業化發展，及當時第一次中英戰爭為遠東帶來的緊張局勢，所作出的改革。由老中水野忠邦以將軍名義推動。改革的方針及措施是將經濟問題理解為道德問題，以提倡復古純樸的民風作為手段來抗拒商業化，以致改革最後並無法復興德川幕府，反而催化其衰落。

## 背景
受到第十二代將軍德川家慶的支持，首席老中水野忠邦以儉樸節約的重農主義作為基本、參照以往德川幕府的內部改革──包括享保改革（1716‐1745）及寬政改革（1787—1793）進行施政，將經濟問題及其帶來的社會結構瓦解理解為道德淪落問題，企圖以復古的手段，包括節約、加稅、改鑄貨幣、限制商業及人口流動來對抗江戶時代商業急速發展對江戶幕府所依賴的農業經濟帶來的衝擊。加上天保大饑荒伴隨的武裝起義和破壞、大鹽平八郎之亂引起國內普遍對幕府統治的不安、第一次中英戰爭顯示西方對遠東地區的威脅，顯示江戶幕府的統治受到大程度的威脅，幕府於是借經濟改革做為中心，推而廣之進行綱紀整頓及軍制改革以解決上述問題。

## 內容
改革由水野忠邦及其心腹鳥居耀藏一起推行，改革歷時約三年，直到水野被罷免為止。

### 人事革新
鑑於當日官僚系統腐敗，賄賂橫行，故此天保改革中有裁撤官員的措施，共68名旗本及864御家人被處以沒收領地、免職及調遷等處分。最著名為罷免水野忠篤、林忠英、美濃部茂育三個在家齊年代的權臣。

### 中央集權
實施《上知令》，迫使在江戶及大阪週遭的大名及旗本交出封地作幕府直轄地，轉封他處；水野更率先上交112石領地作榜樣。

### 限制消費
在1841年頒布《祭禮緊縮令》，限制各種祭祀規模，並禁止生產、販賣及消費奢侈品，限制包括金銀器具、建築、賭博、出版及暗娼。

### 人口政策
幕府的收入的基礎在於來自農村的地租，但由於貨幣經濟的發達，農村人口大量移入城市，地租減少。因在1843年頒布《人返令》，禁止農民流入江戶及強制在江戶的農民歸鄉，以穩定收入來源。工匠須持有官府許可證才可進入江戶。發展大規模農田水利，鼓勵城市無家無業者返鄉耕作。

### 商業政策
為了穩定騰貴的物價，解散10類「株仲間」（批發商會），又禁止囤積居奇，以打擊商人壟斷，促進經濟的自由度。可是擾亂以株仲間為中心的貿易系統後，反而導致經濟不景氣。又強迫富商繳交「公務稅」，以增加幕府收入。

### 金融政策
發佈《相對濟令》及《棄捐令》，加強對物價及金融的控制，包括限制當舖利息由15%減至12%，亦加以限制工資及物價。改鑄貨幣，立法強制規定金、銀、銅錢比價，免除幕府的半數債務及武士的高利貸。

### 軍事革新
因第一次中英戰爭中清廷戰敗，重申允許對誤入日本的外國船隻進行補給，改變以往對異國船隻一律抵抗的強硬姿態，幕府又任命江川英龍、高島秋帆引進西洋炮術，並加強江戶灣及伊豆島的海防；老中阿部正弘取代水野忠邦後，又設立講武所及軍艦教授所。

### 整肅綱紀
施行《儉約令》，對町人娛樂文化，如浮世繪、歌舞伎、通俗文學加以限制。譬如遷移江戶郊外淺草的戲棚、封閉曲藝場、歌舞伎演出者第七代市川團十郎和通俗文學作者為永春水和柳亭種彥被幕府處分，禁止在1841年焚燬的繁華商業街中村座復建。歌舞伎演出者外出時須強制穿著斗笠，以免過於矚目。

## 結果
一方面，幕府對商人的壓制引致大阪等地富商勢力的抵制；《人返令》等法令又對手工業、人口流動及工資物價的限制，既趕絕農民出城的生計，又加深各階層生活的困境，造成廣泛的不滿。此外，鑑於推行《上知令》令京阪及江戶一帶的大名及武士失去領地，更引起這群最支持幕府統治的譜代大名及旗本武士對幕府的強烈反感。
除了武士及農民對改革不滿，改革的一些措施如節約政策也干擾著大奧的運作，引起將軍府後宮的不滿。特別當時掌管大奧的御年寄姊小路和下任將軍生母本壽院的頑強抵抗。於是改革在加深幕府的統治危機及主持人倒台下，水野忠邦被罷免，改革亦宣告失敗。

## 影響
由於改革實行一連串繁雜又不合經濟運作的行政措施，又對大奧的運作深入干擾，引致了社會各階層生活受到擾亂。另外水野下台後株仲間再度復興，顯示幕府對商業資本的政策不能貫徹始終，對幕府的統治體制來說等同開下惡劣的先例，打擊了幕府的統治權威，加速了幕府的衰退。另一方面，相對於同時期長州藩、薩摩藩及佐賀藩根據各自國情及早實行了適應商業化的改革，使位處西南外樣大名紛紛崛起成為「強藩」，天保改革的失敗令幕府與各強藩實力差距拉近，失去統御各藩的優勢，財力及軍力的增長使各強藩更不甘受制於幕府的專制體制，當日後外部危機加劇時，西南各藩要求對國家大政有更大發言權，進而成為推動全國改革的原動力。

### 中文參考資料
- 《二十世紀日本》；Andrew Gordon；中文大學出版社
- 《德川宗教》；貝拉；牛津大學出被社
- 《簡明日本通史》；依田熹家